# Turčianska Štiavnička
Turčianska Štiavnička (em húngaro: Kisselmec) é um município da Eslováquia, situado no distrito de Martin, na região de Žilina. Tem 14,07 km² de área e sua população em 2018 foi estimada em 929 habitantes.

## Demografia
| Ano:        | 1994 | 2004    | 2014    | 2024   |
| ----------- | ---- | ------- | ------- | ------ |
| Broj ljudi: | 715  | 804     | 920     | 999    |
| Razlika:    |      | +12,44% | +14,42% | +8,58% |

| Ano:               | 2023 | 2024   |
| ------------------ | ---- | ------ |
| Número de pessoas: | 981  | 999    |
| Diferença:         |      | +1,83% |